# Fernanda Ballesteros Fernández
Fernanda Ballesteros Fernández (Hermosillo, Sonora, 1991) es una escritora, periodista, bailarina y artista plástica mexicana.

## Trayectoria
Estudió periodismo y una maestría en escritura creativa en Casa Lamm. Posteriormente, continuó sus estudios en la Universidad de París Pantheón-Sorbonne.
En 2020 fue jefa de literatura y bibliotecas del Instituto Sonorense de Cultura; mientras que sus obras se han expuesto en México, Francia, Holanda y Colombia.
Es productora independiente de documentales franceses y ha participado en muestras colectivas y festivales donde ha expuesto su arte.

## Obras
- Arigatou goza-y-más (2019)[7]
- Segunda virginidad (2021)
- Agua vacía (2024)[8]
- Orquídeas de Petróleo (2024)[9]

## Filmografía
Participo como productora y asistente de dirección en los siguientes documentales:
- Nigeria's Dancer for Change (Al Jazeera, 2022)
- Rocío and Me (The New Yorker, 2022)
- The Death Cleaner (The New York Times, 2021) documental que fue nominado a los premios Emmy en 2022, en la categoría Outstanding Feature Story in Spanish.[10]

## Premios y reconocimientos
- En 2024 fue galardonada con el Premio Nacional de Poesía Elías Nandino, por su obra Orquídeas de petróleo.[11]
- En 2018 ganó el premio del Concurso del Libro Sonorense por Arigatou goza-y-más.[12]